# 戴蒙德萊克鎮區 (明尼蘇達州林肯縣)
戴蒙德萊克鎮區（英語：Diamond Lake Township）是位於美國明尼蘇達州林肯縣的一個行政鎮區，因該地曾有一湖形狀酷似鑽石而得名。

## 地方資料
戴蒙德萊克鎮區的面積為90.63平方千米，當中陸地面積為83.34平方千米，而水域面積為7.29平方千米。根據2020年美國人口普查的數據，當地共有人口218人，而人口密度為每平方千米2.41人。